# Brad Benavides
Brad Domenico Benavides Agredo (Flórida, 20 de julho de 2001) é um automobilista estadunidense que atualmente compete no Campeonato de Fórmula 3 da FIA pela equipe AIX Racing. Foi campeão da Eurofórmula Open de 2024.

## Biografia
Brad Domenico Benavides Agredo nasceu em Fort Lauderdale, Flórida. Seu pai é dono de uma empresa de criptomoeda que financia sua carreira. O piloto possui nacionalidade estadunidense, espanhola e guatemalteca. Apesar de já ter competido com licenças dos três países, Brad afirmou que se sente mais americano. Ele afirmou ter visitado a cidade espanhola de Benavides, que originou seu sobrenome, aos doze anos, e incluiu em seu capacete uma frase referência à cidade: “Un león por armas tengo y Benavides se llama" (em português: "Um leão que tenho como arma em nome de Benavides"). Ele admira os atletas Mike Tyson e Lionel Messi.

## Carreira

### Cartismo
Benavides iniciou a sua carreira no kart em 2017, quando terminou em nono na WSK Final Cup da classe KZ2. Ele então terminou em quarto lugar na WSK Champions Cup em 2018 e venceu a IAME Winter Cup no ano seguinte na classe X30 Shifter. Dois anos depois, chegava ao 11º lugar na categoria KZ do Campeonato Espanhol de Karting com duas vitórias, ele não disputou as duas últimas rodadas devido a compromissos de corrida.

### Eurofórmula Open

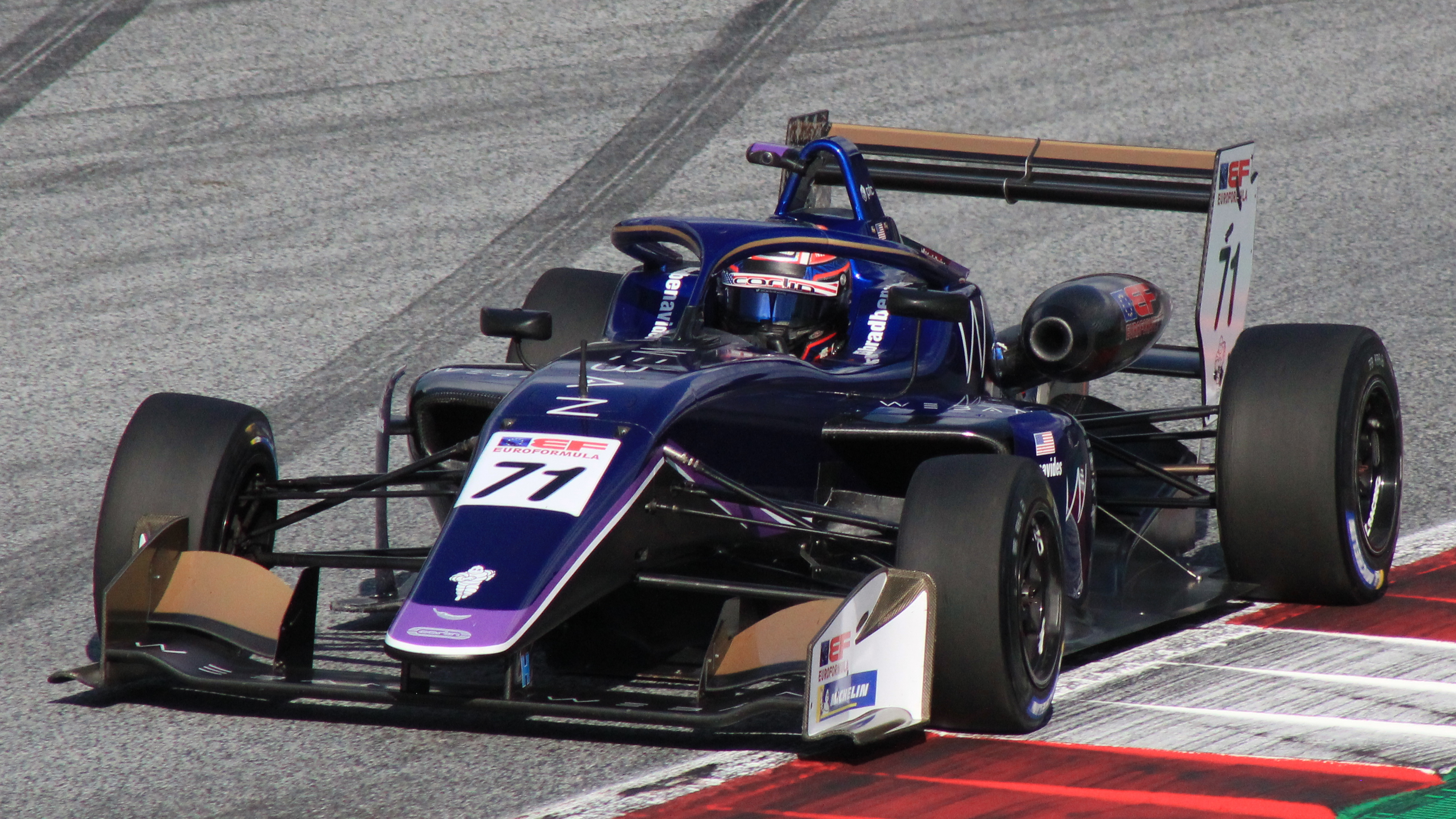
Benavides no Red Bull Ring em 2021

Benavides fez sua estreia nos monopostos na última rodada do Campeonato de Eurofórmula Open de 2018 pela equipe Campos Racing. Ele terminou em 9º na primeira corrida, porém não somou nenhum ponto por ter sido classificado como piloto convidado.
Retornou à EFO em 2021 pela Carlin, a partir da sexta rodada no Red Bull Ring. Pontuou em oito das nove corridas que disputou, tendo como melhor resultado um sexto lugar na corrida 2 de Barcelona. Encerrou a temporada em 13º lugar, com 39 pontos.

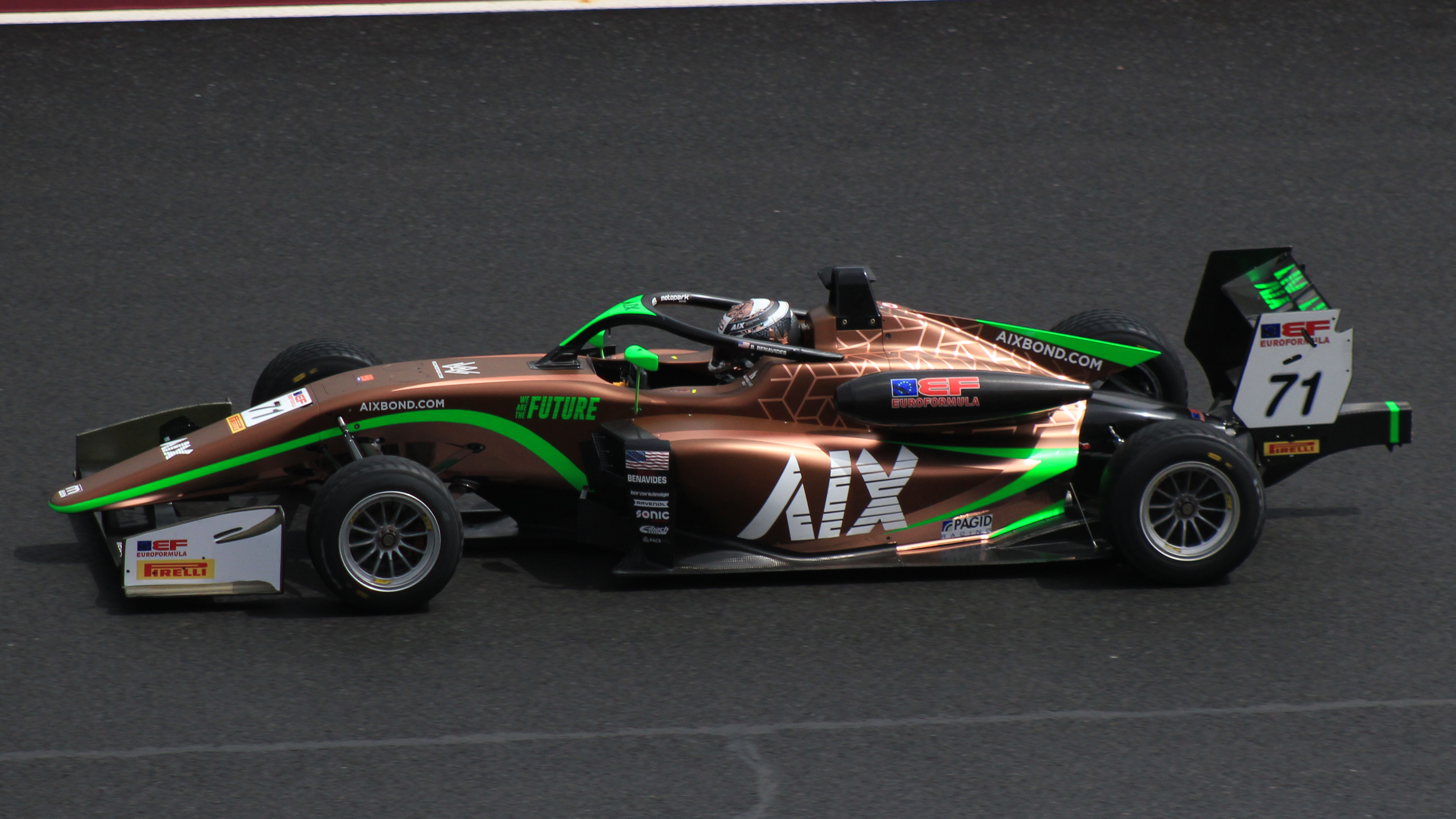
Benavides em Hungaroring em 2024

Em 2024, Benavides retornou à Eurofórmula, dessa vez pela Team Motopark. Mais experiente, o americano dominou o campeonato e se consagrou campeão em Barcelona, com uma rodada de antecedência. Ele somou dezenove pódios em vinte e quatro corridas, vencendo nove vezes e acumulando 431 pontos, 86 a mais do que o vice Francesco Simonazzi.

### Eurocopa de Fórmula Renault
Em 2019, Benavides disputou a Eurocopa de Fórmula Renault na com a equipe FA Racing. Ele não marcou pontos, teve com melhor resultado um 13º lugar e, terminou em 23º na classificação geral.

### Fórmula Regional

#### FRECA
Após um hiato de um ano, Benavides voltou às corridas no Campeonato de Fórmula Regional Europeia de 2021 com a equipe DR Formula RP Motorsport. Na primeira rodada da temporada em Ímola, ele desistiu da primeira corrida, mas terminou em 14º na segunda corrida.

#### FRMEC
Em 2023, Benavides competiu a temporada completa do Campeonato de Fórmula Regional do Oriente Médio de 2023 com a MP Motorsport. Teve dois décimos lugares como melhores resultados, o que lhe renderam dois pontos e o vigésimo nono lugar no campeonato de pilotos.

### Fórmula 3

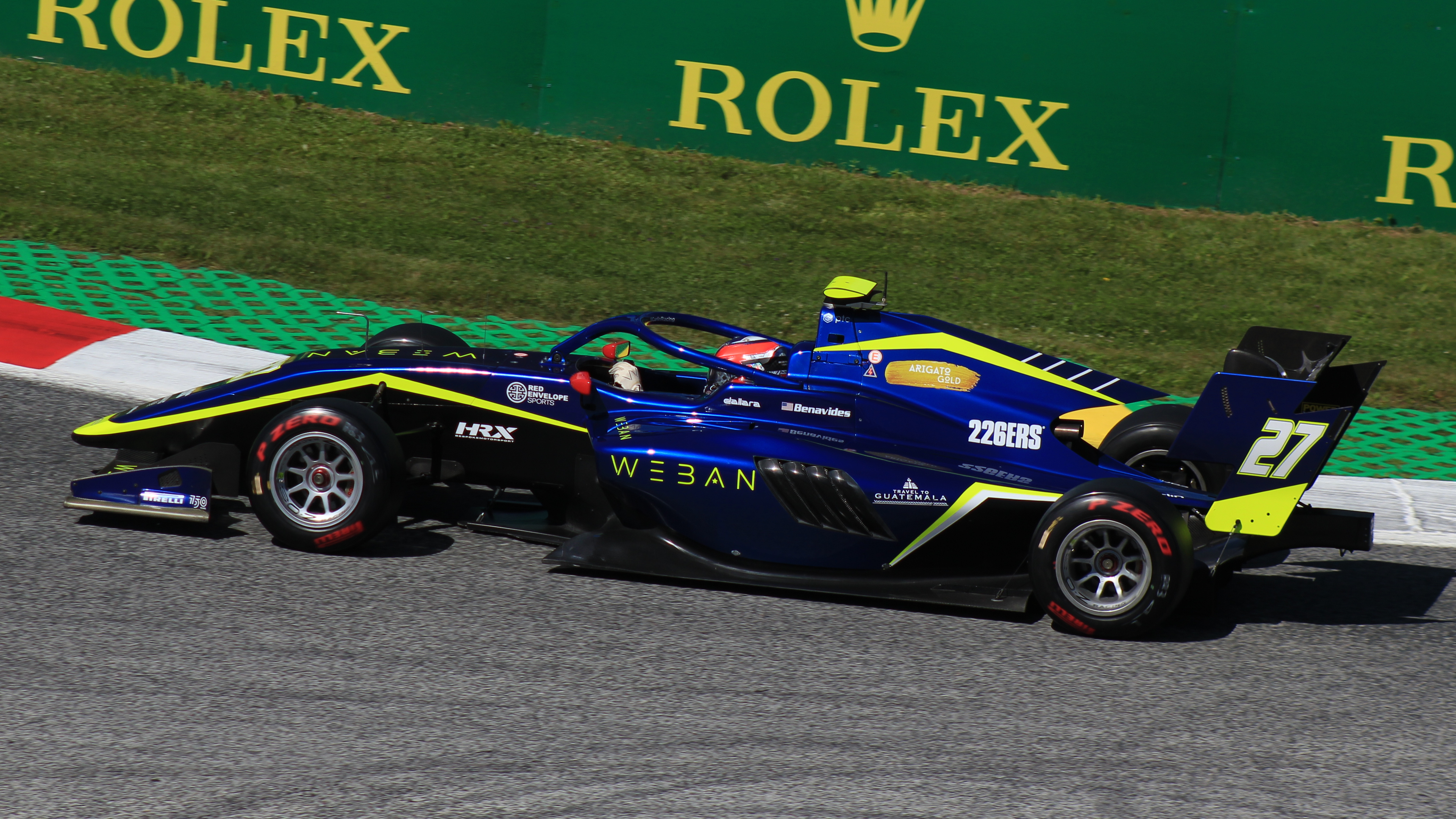
Benavides guiando a Carlin na etapa austríaca da F3 em 2022

Durante os testes de pós-temporada de 2021, Benavides testou com a equipe Carlin. No ano seguinte, foi anunciado que Benavides seria incluído em sua escalação de Fórmula 3 para a disputa da temporada de 2022. Benavides teve uma temporada decepcionante, mas conquistou seus primeiros pontos na sétima rodada em Spa-Francorchamps na corrida rápida, onde terminou em oitavo. Ele terminou a temporada em 23º na classificação com três pontos, à frente do companheiro de equipe Enzo Trulli, mas longe de outro companheiro de equipe e membro da Williams Driver Academy, Zak O'Sullivan.
Benavides participou com a ART Grand Prix durante o último dia de testes de pós-temporada em setembro.
Em maio de 2025, a equipe AIX Racing anunciou que Benavides tinha sido contratado para retornar à F3 a partir da rodada de Ímola, com o americano estando programado para seguir na equipe pelo resto da temporada. Ele entra para ocupar o carro, que foi de Freddie Slater e de Nikita Bedrin, e para ser companheiro de Javier Sagrera e Nicola Marinangeli.

### Fórmula 2

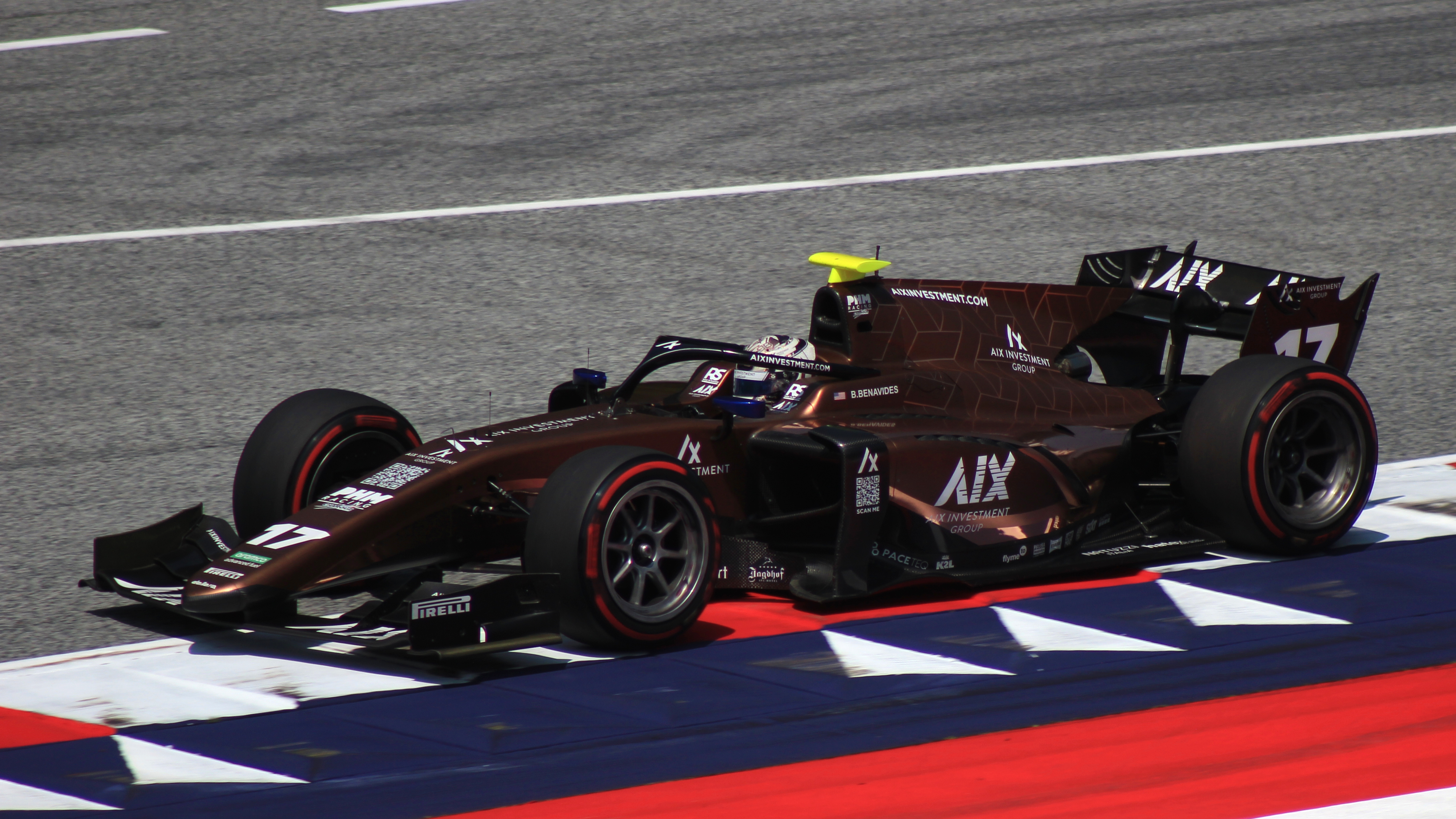
Benavides pilotando a PMH na etapa de Spielberg da F2 de 2023

Em novembro de 2022, Benavides participou do teste de pós-temporada de Fórmula 2 pela equipe Charouz Racing System, fazendo parceria com Roy Nissany no circuito de Yas Marina. Pouco depois, Benavides foi confirmado para disputar a temporada de 2023 com a nova equipe PHM Racing by Charouz, ao lado de Nissany. O americano não pontuou em nenhuma etapa, tendo como melhor resultado um décimo lugar na corrida sprint de Bacu. Em 27 de julho de 2023, foi anunciado que Benavides seria substituído pelo piloto da Eurofórmula Open, Josh Mason, para a rodada de Spa-Francorchamps.

## Resultados

### Resumo da carreira
| Temporada | Categoria                         | Equipe                     | Corridas | Vitórias | Poles | V.M.R. | Pódios | Pontos | Posição |
| --------- | --------------------------------- | -------------------------- | -------- | -------- | ----- | ------ | ------ | ------ | ------- |
| 2018      | Eurofórmula Open                  | Campos Racing              | 2        | 0        | 0     | 0      | 0      | 0      | NC†     |
| 2019      | Eurocopa de Fórmula Renault       | FA Racing by Drivex        | 13       | 0        | 0     | 0      | 0      | 0      | 23º     |
| 2021      | Fórmula Regional Europeia         | DR Formula RP Motorsport   | 10       | 0        | 0     | 0      | 0      | 0      | 26º     |
| 2021      | Eurofórmula Open                  | Carlin Motorsport          | 9        | 0        | 0     | 0      | 0      | 39     | 13º     |
| 2022      | Fórmula 3                         | Carlin                     | 18       | 0        | 0     | 0      | 0      | 3      | 23º     |
| 2023      | Fórmula Regional do Oriente Médio | Hyderabad Blackbirds by MP | 13       | 0        | 0     | 0      | 0      | 1      | 29º     |
| 2023      | Fórmula 2                         | PHM Racing by Charouz      | 18       | 0        | 0     | 0      | 0      | 0      | 22º     |
| 2024      | Eurofórmula Open                  | Team Motopark              | 24       | 9        | 4     | 10     | 19     | 431    | 1º      |
| 2025      | Fórmula 3                         | AIX Racing                 | 0        | 0        | 0     | 0      | 0      | 0*     | ?*      |

† Benavides era piloto convidado, inelegível para pontuar.

(*) Temporada em andamento